# Kanton Rignac
Der Kanton Rignac war bis 2015 ein französischer Wahlkreis im Département Aveyron und in der Region Midi-Pyrénées. Er umfasste acht Gemeinden im Arrondissement Rodez; sein Hauptort (frz.: chef-lieu) war Rignac. Die landesweiten Änderungen in der Zusammensetzung der Kantone brachten im März 2015 seine Auflösung. Vertreterin im conseil général des Départements war zuletzt von 2008 bis 2015 Anne-Marie Escoffier.

## Gemeinden
| Gemeinde            | Einwohner Jahr | Fläche km² | Bevölkerungsdichte | Code INSEE | Postleitzahl |
| ------------------- | -------------- | ---------- | ------------------ | ---------- | ------------ |
| Anglars-Saint-Félix | 768 (2013)     | 22,2       | 35 Einw./km²       | 12008      | 12390        |
| Auzits              | 859 (2013)     | 24,3       | 35 Einw./km²       | 12016      | 12390        |
| Belcastel           | 204 (2013)     | 10,7       | 19 Einw./km²       | 12024      | 12390        |
| Bournazel           | 327 (2013)     | 16,4       | 20 Einw./km²       | 12031      | 12390        |
| Escandolières       | 222 (2013)     | 13,5       | 16 Einw./km²       | 12095      | 12390        |
| Goutrens            | 507 (2013)     | 26,0       | 20 Einw./km²       | 12111      | 12390        |
| Mayran              | 651 (2013)     | 15,4       | 42 Einw./km²       | 12142      | 12390        |
| Rignac              | 1.898 (2013)   | 33,4       | 57 Einw./km²       | 12199      | 12390        |